# Skeppsbrott i Söderhavet
Skeppsbrott i Söderhavet, amerikansk långfilm från 1960 producerad av Walt Disney, och baserad på romanen Den schweiziske Robinson av Johann David Wyss, grundligt influerad av Robinson Crusoe av Daniel Defoe.

## Handling
Ett skepp, med familjen Robinson som enda kvarvarande passagerare, lider skeppsbrott utanför en söderhavsö på grund av piratöverfall. Efter att ha tagit om hand det som är något värt från skeppet bygger familjen upp en ny tillvaro på ön, men farorna är ständigt närvarande, i form av pirater, farliga djur och svartsjuka.

## Premiärer
Filmen hade amerikansk premiär den 10 december 1960, och svensk premiär den 22 februari 1962.
1. ↑  Leonard Maltin, The Disney Films, Crown Publishing Group, 1984, s. 176, ISBN 978-0-517-55407-4.[källa från Wikidata]